# ヘルマン・ソヨー
ヘルマン・ソヨー（Hermann Soyaux、1852年1月4日 - 1928年）はドイツの植物学者、探検家である。西アフリカを探検し、ドイツの殖民活動にかかわった。

## 略歴
現在のポーランドのヴロツワフで生まれた。園芸商で働いた後、ベルリンで植物学を学んだ。ドイツ・アフリカ協会（Deutsch Afrikanischen Gesellschaft）が資金を出して行われたパウル・ギュスフェルト（Paul Güssfeldt）のロアンゴ王国（コンゴにあった王国)の探検隊のメンバーに植物学者として選ばれた。1873年に行われた探検は上陸前に Tschinschoscho（現在のカビンダ）で船が難破し、内陸の探検は行えなかった。1875年にソヨーはアンゴラへ向かうことを命じられ、別の探検隊のパウル・ポッゲ（Paul Pogge）と合流した。ギュスフェルトの探検は後に、軍医のユリウス・ファルケンシュタインらが参加して、生きたゴリラを連れ帰るなどの成果を挙げた。
ギュスフェルトの探検が中止されるとヨーロッパに戻った後、『失われた地域』（"Der verlorene Weltteil"、Berlin 1876）や『西アフリカから』 （"Aus Westafrika"、2巻、Leipzig 1879)などを発表した。1879年にハンブルクの商社の援助を受けて、西アフリカのガボン（リーブルビル）に行き、コーヒー農園を設立した。 1885年にドイツに戻り、ベルリンでドイツ植民クラブ（Deutschen Kolonialverein、後にドイツ植民協会に統合される）で働き、"Deutsche Arbeit in Afrika" (Leipzig 1888)を出版した。
1888年からブラジルへの移民事業にかかわり、リオグランデ・ド・スル州で働き、ポルト・アレグレに住んだ。